# O5
O5 var en modstandsgruppe i Østrig mod Nationalsocialismen under 2. verdenskrig. Gruppen var initieret af borgerligt-konservative kræfter men samarbejdede også med kommunister og socialister.
Navnet O5 betyder OE, idet 5 henviser til det femte tegn i alfabetet. OE er den internationale betegnelse for bogstavet Ö[kilde mangler], og navnet henviser dermed til Österreich. På Stephansdom i Wien er der til højre for den store hovedport indridset tegnet O5. Markeringen er i dag fredet og beskyttet bag en glasplade på facaden.
Modstandsgruppen var først og fremmest sammensat af medlemmer af det velhavende borgerskab samt højadelige familier. Hertil talte Fritz Molden, der havde gode forbindelser til de vestallierede, herunder til Allen Welsh Dulles, der var leder af Office of Strategic Services i Bern. Der var også en stærk socialdemokratisk fløj indenfor gruppen, hvor bl.a. den senere forbundspræsident Adolf Schärf var aktiv.